# Византийский храм (Судак)
Византийский храм — исторический православный храм недалеко от города Судака в Крыму, руины которого были обнаружены в 2016 году. Предположительно является частью монастырского комплекса, посвященного Иоанну Златоусту. Самый большой христианский храм своего времени на территории Крыма.

## История храма
На сегодняшний день можно предположить, что храм был сооружен во второй половине XII — первой половине XIII вв. и в качестве православного культового сооружения использовался до 1475 года (год покорения Крыма Османской империей). Затем был превращен в кошару, существовавшую до конца XVII века, и после этого к концу XVIII века был практически полностью погребён под толщей земли.

## История открытия
В 2016 году у подножия горы Килиса-Кая в Судакском районе Республики Крым был открыт и исследован трёхапсидный крестово-купольный храм. Внутреннее пространство храма на сегодняшний день раскопано полностью. С внешней стороны целиком зачищена западная и частично южная и восточная стены. Особо примечательна уникальная сохранность культового сооружения.
Парадоксальным кажется то, почему памятник такой сохранности был обнаружен совсем недавно. Вместе с тем, именно благодаря скрытости сооружения под землей и его удаленности, современные исследователи обнаружили его практически целым. Письменные источники не указывали на наличие здесь средневекового храма. Единственным указанием на наличие здесь в прошлом культового христианского объекта осталось название горы, под которой он расположен. В переводе с татарского «Килиса-Кая» означает «Церковная гора».